# 安藤典莉子
安藤 典莉子（あんどう のりこ、1988年12月2日 - ）は、日本の元女子バレーボール選手。

## 来歴
姉2人の影響を受けて、小学校1年生からバレーボールを始める。
学生時代は、岡津高校（現・横浜緑園総合高校）でプレー。
2007年に、V・プレミアリーグのNECレッドロケッツに入団。
2010年6月に、上尾メディックスに移籍。2011/12 Vチャレンジリーグにおいて、チームの準優勝に貢献しブロック賞のタイトルを獲得した。
2013年7月1日、現役を引退し社業に専念することが発表された。
2014年7月にJTマーヴェラスに移籍した。
2017年5月31日付けでJTマーヴェラスを退部した。

## 所属チーム
- 原小（原クラブ）
- 原中
- 岡津高校（現・横浜緑園総合高校）（2004-2007年）
- NECレッドロケッツ（2007-2010年）
- 上尾メディックス（2010-2013年）
- JTマーヴェラス（2014-2017年）

## 受賞歴
- 2012年 - 2011/12 Vチャレンジリーグ ブロック賞

## 個人成績
Vプレミアリーグレギュラーラウンドにおける個人成績は下記の通り。
| シーズン | 所属           | 出場                                 | 出場                                 | アタック                             | アタック                             | アタック                             | アタック                             | ブロック                             | ブロック                             | サーブ                               | サーブ                               | サーブ                               | サーブ                               | レセプション                         | レセプション                         | 総得点                               | 備考                                 |
| -------- | -------------- | ------------------------------------ | ------------------------------------ | ------------------------------------ | ------------------------------------ | ------------------------------------ | ------------------------------------ | ------------------------------------ | ------------------------------------ | ------------------------------------ | ------------------------------------ | ------------------------------------ | ------------------------------------ | ------------------------------------ | ------------------------------------ | ------------------------------------ | ------------------------------------ |
| シーズン | 所属           | 試合                                 | セット                               | 打数                                 | 得点                                 | 決定率                               | 効果率                               | 決定                                 | /set                                 | 打数                                 | エース                               | 得点率                               | 効果率                               | 受数                                 | 成功率                               | 総得点                               | 備考                                 |
| 2007/08  | NEC            | 0                                    | 0                                    | 0                                    | 0                                    | 0.0%                                 | %                                    | 0                                    | 0.00                                 | 0                                    | 0                                    | %                                    | 0.0%                                 | 0                                    | 0%                                   | 0                                    |                                      |
| 2008/09  | NEC            | 1                                    | 3                                    | 44                                   | 14                                   | 31.8%                                | %                                    | 1                                    | 0.33                                 | 8                                    | 1                                    | %                                    | 21.9%                                | 1                                    | 0.0%                                 | 16                                   |                                      |
| 2009/10  | NEC            | 28                                   | 62                                   | 98                                   | 33                                   | 33.7%                                | %                                    | 9                                    | 0.15                                 | 89                                   | 5                                    | %                                    | 12.5%                                | 2                                    | 50.0%                                | 47                                   |                                      |
| 2010/11  | 上尾           | チャレンジリーグの為、記録を記載せず | チャレンジリーグの為、記録を記載せず | チャレンジリーグの為、記録を記載せず | チャレンジリーグの為、記録を記載せず | チャレンジリーグの為、記録を記載せず | チャレンジリーグの為、記録を記載せず | チャレンジリーグの為、記録を記載せず | チャレンジリーグの為、記録を記載せず | チャレンジリーグの為、記録を記載せず | チャレンジリーグの為、記録を記載せず | チャレンジリーグの為、記録を記載せず | チャレンジリーグの為、記録を記載せず | チャレンジリーグの為、記録を記載せず | チャレンジリーグの為、記録を記載せず | チャレンジリーグの為、記録を記載せず | チャレンジリーグの為、記録を記載せず |
| 2011/12  | 上尾           | チャレンジリーグの為、記録を記載せず | チャレンジリーグの為、記録を記載せず | チャレンジリーグの為、記録を記載せず | チャレンジリーグの為、記録を記載せず | チャレンジリーグの為、記録を記載せず | チャレンジリーグの為、記録を記載せず | チャレンジリーグの為、記録を記載せず | チャレンジリーグの為、記録を記載せず | チャレンジリーグの為、記録を記載せず | チャレンジリーグの為、記録を記載せず | チャレンジリーグの為、記録を記載せず | チャレンジリーグの為、記録を記載せず | チャレンジリーグの為、記録を記載せず | チャレンジリーグの為、記録を記載せず | チャレンジリーグの為、記録を記載せず | チャレンジリーグの為、記録を記載せず |
| 2012/13  | 上尾           | チャレンジリーグの為、記録を記載せず | チャレンジリーグの為、記録を記載せず | チャレンジリーグの為、記録を記載せず | チャレンジリーグの為、記録を記載せず | チャレンジリーグの為、記録を記載せず | チャレンジリーグの為、記録を記載せず | チャレンジリーグの為、記録を記載せず | チャレンジリーグの為、記録を記載せず | チャレンジリーグの為、記録を記載せず | チャレンジリーグの為、記録を記載せず | チャレンジリーグの為、記録を記載せず | チャレンジリーグの為、記録を記載せず | チャレンジリーグの為、記録を記載せず | チャレンジリーグの為、記録を記載せず | チャレンジリーグの為、記録を記載せず | チャレンジリーグの為、記録を記載せず |
| 2014/15  | JTマーヴェラス | チャレンジリーグの為、記録を記載せず | チャレンジリーグの為、記録を記載せず | チャレンジリーグの為、記録を記載せず | チャレンジリーグの為、記録を記載せず | チャレンジリーグの為、記録を記載せず | チャレンジリーグの為、記録を記載せず | チャレンジリーグの為、記録を記載せず | チャレンジリーグの為、記録を記載せず | チャレンジリーグの為、記録を記載せず | チャレンジリーグの為、記録を記載せず | チャレンジリーグの為、記録を記載せず | チャレンジリーグの為、記録を記載せず | チャレンジリーグの為、記録を記載せず | チャレンジリーグの為、記録を記載せず | チャレンジリーグの為、記録を記載せず | チャレンジリーグの為、記録を記載せず |
| 2015/16  | JTマーヴェラス | チャレンジリーグの為、記録を記載せず | チャレンジリーグの為、記録を記載せず | チャレンジリーグの為、記録を記載せず | チャレンジリーグの為、記録を記載せず | チャレンジリーグの為、記録を記載せず | チャレンジリーグの為、記録を記載せず | チャレンジリーグの為、記録を記載せず | チャレンジリーグの為、記録を記載せず | チャレンジリーグの為、記録を記載せず | チャレンジリーグの為、記録を記載せず | チャレンジリーグの為、記録を記載せず | チャレンジリーグの為、記録を記載せず | チャレンジリーグの為、記録を記載せず | チャレンジリーグの為、記録を記載せず | チャレンジリーグの為、記録を記載せず | チャレンジリーグの為、記録を記載せず |
| 2016/17  | JTマーヴェラス | 18                                   | 6                                    | 6                                    | 2                                    | 33.3%                                | %                                    | 0                                    | 0.00                                 | 2                                    | 0                                    | %                                    | 12.5%                                | 0                                    | 0.0%                                 | 2                                    |                                      |